# Куланди (Аральський район)
Куланди́ (каз. Құланды) — село у складі Аральського району Кизилординської області Казахстану. Адміністративний центр та єдиний населений пункт Беларанського сільського округу.
У радянські часи село називалось Жанажол.
Населення — 348 осіб (2021; 374 у 2009, 351 у 1999, 293 у 1989).